# Видекинд I (Шваленберг)
Видекинд I фон Шваленберг наричан също и Видукинд (на немски: Widekind I von Schwalenberg; Widukind, † 11 юни 1136/1137) е от 1127 г. граф на Графство Шваленберг в Северен Рейн-Вестфалия и родоначалник на князете на Валдек от вестфалския владетелски род Дом Валдек.

## Биография
Видекинд произлиза от влиятелната фамилия на графовете на Шваленберг. Неговият баща е Хайнрих или Херман I от Шваленберг († ок. 1010). Брат е на граф Фолквин I († ок. 1110/пр. 1125). Епископът на Падерборн Бернхард I от Оезеде (1127 – 1160) е негов братовчед или зет. Техният замък е Олденбург (стар замък) при Мариенмюнстер, построен през 1100 г.
През 1115 г. Видекинд I фон Шваленберг е съдия в Линден (днес част от град Хановер), където графовете на Шваленберг са съдии от 954 г. Видекинд е граф в Тилитигау (в Пирмонт-Щернберг), Ветигау (в Шваленберг) и Марщемгау (около Хановер) и фогт на Барсингхаузен. Неговата съпруга му донася като зестра стария замък Итер при Талитер. Видекинд наследява от тъста си също графските права в Итергау и фогтая на основания от епископ Майнверк през 1036 г. Щифт Бусдорф в Падерборн.
Видекинд е верен последовател на херцог (от 1125 г. крал) Лотар от Саксония и става през 1127 г. граф на Шваленберг.
По съвет на епископ Бернхард I той и жена му подаряват фамилния бенедиктански манастир и църква в Мариенмюнстер, съвсем близо до техния замък Олденбург. На 15 август 1128 г. епископ Бернхард I освещава манастира и църквата в чест на Света Богородица, Яков Зеведеев и Свети Христофор. Те дават земя на манастира, за да се издържа и назначават 12 монаси от бенедиктанското абатство Корвей.
През 1136 г. Видекинд е споменат за последен път на имперското събрание във Вюрцбург. Той тръгва с император Лотар III за Италия и вероятно умира там.

## Фамилия
Видекинд I фон Шваленберг се жени за Лутруд фон Итер († след 22 март 1149), дъщеря на Фолкмар фон Итер (* ок. 1070, Шваленберг; † 1123) и Гепа фон Итер († 1123), правнучка на херцог Херман Билунг и на Хилдегард, дъщеря на император Ото I. Те имат децата:
- Фолквин II (* 1125; † 1177/78), граф на Шваленберг, от 1180 също граф на Валдек
  - Витекинд III фон Валдек и Шваленберг († 1189/1190)
  - Херман I († ок. 1224)

- - Хайнрих I († 1214)
- Витекинд II († ок. 1189), граф на Пирмонт
  - Витекинд IV фон Пирмонт († 1203)
  - Готшалк I († 1187/1247), първият граф на Пирмонт
  - Фридрих граф фон Пирмонт († сл. 1221)
- Готшалк фон Шваленберг († 1197/1201)
- Юта фон Шваленберг (* 1108; † сл. 1162), ∞ I. граф Албрехт I фон Еверщайн (* ок. 1105; † 1123); ∞ II. граф Лудвиг II фон Лора (* пр. 1133; † сл. 1165)
  - Алберт (Адилберт) II фон Еверщайн († сл. 1158)
  - Лудвиг III фон Лора (* пр. 1162; † сл. 1227)
  - Берингер II фон Клетенберг-Лора граф фон Щайн (* пр. 1162; † 1190/1197)
- Лутруд фон Шваленберг, ∞ Еверин или Евервайн или Евервин († сл. 1197), евтл. граф на Реда или господар на Фрекенхорст, фогт на Фрекенхорст)
  - Видукинд фон Реда († 1189/1191)
  - Гертруд, абатиса в манастир Фрекенхорст
- Годекинда фон Шваленберг († сл. 1197), омъжена за фон Норинге